# MG 13
A MG 13 foi uma metralhadora ligeira de origem alemã projectada a partir da transformação da Dreyse MG 10, um protótipo de metralhadora arrefecida a água da Primeira Guerra Mundial, num modelo de arrefecimento a ar. A MG 13 foi introduzida ao serviço das forças armadas alemãs em 1930 onde serviu como metralhadora ligeira padrão. Em 1934 começou a ser substituída pela metralhadora de uso geral MG 34, um modelo de produção mais barata e com maior cadência de tiro. A maioria das armas foram então vendidas a Portugal. Algumas das MG 13 que ficaram nos depósitos alemães forma recolocadas ao serviço durante a Segunda Guerra Mundial.
A MG 13 foi projectada para ser municiada através de um carregador de 25 munições ou através de um característico carregador duplo redondo de 75 munições (carregador de sela). Estava também equipada com uma coronha rebatível e com uma alça de transporte.

## Uso em Portugal
No final da década de 1930 a maioria das metralhadoras MG 13 em serviço na Alemanha foram vendidas a Portugal, que se tornou no seu principal utilizador. Neste país a arma foi denominada Metralhadora Dreyse m/938. A arma tornou-se a metralhadora ligeira padrão dos Pelotões de Infantaria do Exército Português, sendo utilizada até ao início da Guerra do Ultramar na década de 1960. A partir daí foi sendo substituída pela MG 42 e, posteriormente, pela HK-21.